# 宗形氏助
宗形 氏助（むなかたの うじすけ）は宗像大社（現在の福岡県宗像市に存在）の第8代大宮司である。氏資ともいう。「宗形」は「宗像」とも表記する。宗形氏高の長子。子に氏道、氏重がいる。